# 桃園市治平高級中等學校
桃園市治平高級中等學校（英語：Chih Ping Senior High School，CPSHS），全名為治平學校財團法人桃園市治平高級中等學校，簡稱治平高級中學、治平中學、治平高中，是臺灣一所創立於1965年的私立高級中等學校。校名「治平」一詞，係源自中國經典《禮記‧大學》的「國治而后天下平」。是校位於桃園市楊梅區中興路上，校區鄰近石門大圳、臺鐵埔心車站、農業部茶及飲料作物改良場。其設有國中部，為完全中學。

## 法人名稱
在臺灣桃園地方法院的法人登記資料中，治平中學於1965年8月24日為臺灣省政府教育廳許可，其所附屬之法人為1966年8月19日設立登記之「財團法人臺灣省桃園縣私立治平高級中學」。是校法人名稱，於2015年7月29日變更登記為「治平學校財團法人桃園市治平高級中等學校」；2016年6月8日再變更登記為「治平學校財團法人」。

在國史館臺灣文獻館的檔案中，1965年8月14日「臺灣省桃園縣私立治平初級中學董事會」經臺灣省政府教育廳以教二字第48148號函，核准立案。1965年9月4日「臺灣省桃園縣私立治平初級中學」經臺灣省政府教育廳以教二字第53360號函，核准立案。1969年4月21日，是校董事會經省政府教育廳以教二字第94093號函，核准改制為「臺灣省桃園縣私立治平中學董事會」。

## 設立目的
1966年8月，在地方法院登記且公告之財團法人臺灣省桃園縣私立治平高級中學，其設立目的係「發展教育，培育青年。」後於2014年3月4日在103年法登他字25號中，目的即變更成「為遵照國家教育政策暨現行教育法令規定，辦理一般高級中學暨附設職業類科教育，並謀其健全發展之目的。」

1982年4月30日，時任董事長的崔崇興，在由教育部部長朱滙森所題字的該校對外發行的《治平月刊》上撰文表示，治平中學之教育目標為「除培育升讀大專院校，繼續深造的高中學生外；更肩負著對即將服務社會高職學生的德，智，體，群，美五育的均衡發展，為國家造就手腦並用，品學兼優，奉公守法的國民，翼為建立三民主義安和樂利的民主自由社會，奠定穩固的基礎。」

## 學生人數
民國58（1969年）學年度時，治平中學之學生人數，即已超過1500餘人。民國107、108（2018、2019年）學年度時，其學生人數分別為5745人、5248人，是桃園市內34所高級中等學校中，學生人數排名第3名者（僅次於啟英高中與新興高中）；亦在全臺灣513所高級中等學校中，學生人數排名是第6名。民國109（2020年）學年度時，其學生人數為4968人，是桃園市內高級中等學校中，學生人數排名第4名者；亦在全臺灣高級中等學校中，學生人數排名是第7名。民國110（2021年）學年度時，因為受到社會少子化現象的持續性影響，其學生人數減為4363人，在桃園市內高級中等學校中，學生人數排名是第4名；亦在全臺灣高級中等學校中，學生人數排名是第10名。

## 地理位置

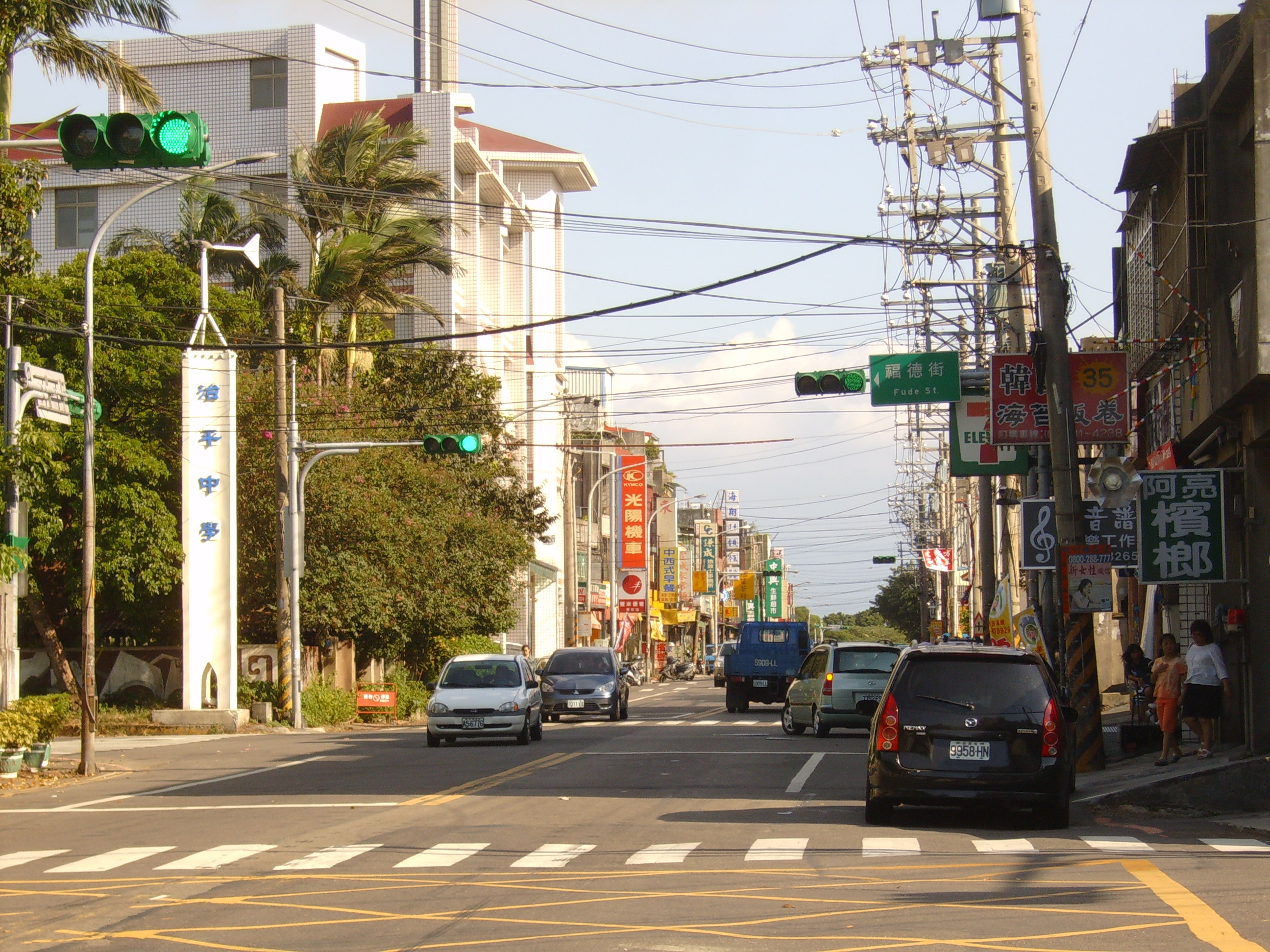
中興路與福德街之路口（攝於2009年9月）

治平中學之校區位於桃園市楊梅區仁美里內，其東邊以石門大圳鎮興段水路、仙丹花步道同平鎮區鎮興里間隔。周邊政府機關、學校、圖書館有位於其校區北方的桃園市政府警察局楊梅分局草湳派出所、西北方的桃園市楊梅區瑞埔國民小學，以及西南方的桃園市立圖書館埔心分館。距離校區略遠之西北方、西南方，亦各有臺灣鐵路管理局埔心車站、行政院農業委員會茶業改良場桃園本場。另外，校區之東方為八角塘，該地曾為發生於1895年6月至7月間由胡嘉猷（胡老錦）所領導的「安平鎮之役」的戰場。
該校早年校址為「桃園縣楊梅鎮埔心里福德街6巷1號」；現今校址為「桃園市楊梅區仁美里中興路137號」。

## 歷史
- 1964年，為響應中華民國政府私人興學的號召，王鴻逵、洪忠梅、崔崇興等十餘位熱心教育人士，於臺灣省桃園縣楊梅鎮（今桃園市楊梅區）埔心地區籌備設校[17]。
- 1965年5月4日，私立治平初級中學創立。[18]同年9月，初中部設立，並組織第一屆董事會，且推選王鴻逵為董事長、崔崇興為校長。[17][19][20]。
- 1967年，高中部普通科設立，亦附設夜間補習學校。同年，是校更名為「私立治平中學暨附設進修補習學校」[17]。
- 1968年，中華民國實施九年國民義務教育，初中部改制為國中部。同年，電子設備修護科、綜合商業科設立。[16][21]
- 1972年，電子科設立，電子設備修護科停止招生。[20]
- 1974年，機工科設立。同年8月，董事會改選，並推舉崔崇興為董事長，且聘用劉定宇為校長。[17][20]
- 1979年，因具備綜合高級中學的條件，學校更名為「桃園縣私立治平高級中學」。同年，劉定宇請辭校長職務，董事會改聘請曾擔任臺灣省立基隆女子高級中學教務主任的許延熇為校長。[20][22]
- 1980年，國中部及附設中級補習學校停止招生，附設補習學校設立。
- 1996年，國中部恢復招生。
- 2000年，綜合高中設立，附設補習學校更名為附設進修學校。
- 2016年，學校更名為「治平學校財團法人桃園市治平高級中等學校」。
- 2021年，進修部停止招生。

### 董事長
下列表格列出是校歷任與現任董事長：
| 任序 | 姓名   | 任職年月   | 離職年月   | 備註             |
| ---- | ------ | ---------- | ---------- | ---------------- |
| 1    | 王鴻逵 | 1965年3月  | 1974年7月  | 董事會，推選     |
| 2    | 崔崇興 | 1974年8月  | 1984年9月  | 董事會改組，改選 |
| 3    | 洪忠梅 | 1984年10月 | 1995年9月  | 董事會改組，推選 |
| 4    | 蘇志民 | 1995年10月 | 2005年3月  | 董事會改組，推選 |
| 5    | 王椿安 | 2005年4月  | 2010年12月 | 董事會改組，推選 |
| 6    | 吳慶堂 | 2011年1月  | 現任       | 董事會改組，推選 |

### 校長
下列表格列出是校歷任與現任校長：
| 任序 | 姓名   | 任職年月     | 離職年月      | 備註       |
| ---- | ------ | ------------ | ------------- | ---------- |
| 1    | 崔崇興 | 1965年8月    | 1974年7月     | 改選董事長 |
| 2    | 劉定宇 | 1974年8月    | 1979年1月     | 請辭       |
| 3    | 許延熇 | 1979年2月    | 2001年8月     | 退休       |
| 4    | 洪信彥 | 2001年       | 2015年        | 退休       |
| 5    | 程桂基 | 2015年       | 2017年7月31日 | 退休       |
| 6    | 徐享鵬 | 2017年8月1日 | 2023年7月31日 | 退休       |
| 7    | 王淑燕 | 2023年8月1日 | 現任          |            |

## 象徵

### 校訓
治平中學之校訓為：「誠實、務實、創新、卓越」。

### 校徽
校徽之設計，係於中央雙圓內，自上而下縱書篆體「治平」二字；雙圓之下，自右而左橫書楷體「治平高級中學」六字。 

### 校名
命名係取材於中國儒家經典《禮記‧大學》中的哲學概念——「物格而後知至，知至而後意誠，意誠而後心正，心正而後身修，身修而後家齊，家齊而後國治，國治而後天下平。」南宋學者朱熹於所編撰之《大學章句》中，更進一步地將此哲學概念簡括為「三綱八目」內的「格物、致知、誠意、正心、修身、齊家、治國、平天下」八條目。校內部分建築物的命名亦來自於「三綱八目」，如格致樓、誠正樓、修齊樓、治平樓。

## 國際交流
2006年，治平中學與日本之明豐高等學校，彼此締結為姊妹學校。2007年，是校與日本之岡山理科大學簽訂教育交流協議。2019年，其亦與日本之廣島縣立府中東高等學校，彼此締結為姊妹學校。在交流方面，近年來治平中學師生經常與日本之埼玉縣立坂戶高等學校、神奈川縣立有馬高等學校、靜岡市立清水櫻丘高等學校、兵庫縣立柏原高等學校、岡山縣立岡山城東高等學校、大分縣立大分西高等學校、大分縣立津久見高等學校、沖繩縣立名護高等學校、札幌大谷高等學校、筑紫臺高等學校等外國高級中等學校，進行國際間的教育活動。

## 爭議
2022年6月27日，台灣青年民主協會指出，治平高中疑似要求學生到Google Maps幫學校留下好評、在來賓參觀學校時要到窗邊揮手，以及在董事長生日時動員學生祝賀等等的非教學行為行動。對此學校回應，只是要表達感謝，並無強制行為。

## 外部連結
- （繁體中文）桃園市治平高級中等學校 （页面存档备份，存于）
- （繁體中文）教育部國民及學前教育署所建置之「全國高級中等學校課程計畫平臺」 （页面存档备份，存于）